# Tag der Technik
Der Tag der Technik ist ein jährlich stattfindender Aktionstag, der bundesweit mit unterschiedlichen Veranstaltungen junge Menschen für das Berufsfeld Technik begeistern soll.

## Hintergrund
Das Bundesministerium für Bildung und Forschung rief gemeinsam mit zahlreichen Institutionen, Unternehmen und Verbänden 2004 im Rahmen der Initiative Wissenschaft im Dialog zum „Jahr der Technik“ aus. Die Initiatoren verfolgten dabei das Ziel, Jugendliche in technische Berufe hineinzubringen und so dem Fachkräftemangel entgegenzuwirken.
In Workshops, Ausstellungen, Konzerten sowie bei Internetchats, Tagen der offenen Tür und Veranstaltungsreihen konnten insgesamt mehr als 550.000 Menschen alles über die  Technik Made in Germany erfahren, selbst experimentieren und Köpfe hinter den Technologien kennenlernen.
Das Jahr der Technik half, das Verständnis für und die Faszination von Technik zu vertiefen und so Orientierung in einer technisierten Welt zu geben. Als dauerhafte Einrichtung gibt es seither jedes Jahr einen Tag der Technik.

## Durchführung
Seit dem Wissenschaftsjahr 2004 findet der Tag der Technik bundesweit in zahlreichen Städten Deutschlands statt. Technikverbände und Unternehmen organisieren jährlich ein buntes Programm rund um die Faszination Technik. Um die Chancen des Handwerks aufzuzeigen, präsentieren die Veranstalter die gesamte Bandbreite an Ausbildungs- und Studienmöglichkeiten sowie Berufen in der Technik-Branche. Spezielle Angebote für Jugendliche reichen dabei wie beim „Jahr der Technik“ von Ausstellungen über Workshops, Tagen der offenen Tür in Ausbildungsbetrieben bis hin zu Mitmachaktionen. Der Kreativität der einzelnen Veranstalter sind praktisch keine Grenzen gesetzt. Ein Tag der Technik kann an unterschiedlichsten Orten stattfinden.
„Mitmachen“ ist das Schlagwort des gesamten Aktionstages. Die jugendlichen Teilnehmer sollen Technik in allen Facetten „erleben“, indem naturwissenschaftliche und technische Phänomene greifbar gemacht werden. 

## Prominente Schirmherren
Der Tag der Technik steht in jedem Jahr unter der Schirmherrschaft einer prominenten Person. Zu Beginn gaben Politiker wie der ehemalige Bundespräsident Horst Köhler und Bundesministerin Frau Schavan dem Aktionstag ein Gesicht. Es folgten Armin Maiwald (2009) und Ralph Caspers (2010), die beide aus der „Sendung mit der Maus“ bekannt sind. 2011 war die bekannte TV-Moderatorin und ausgebildete Kfz-Mechanikerin Lina van de Mars die offizielle Schirmherrin. 2012 und 2015 übernahm der ESA-Astronaut Alexander Gerst die Schirmherrschaft, für das Jahr 2013 konnte der Rennfahrer Heinz-Harald Frentzen gewonnen werden.

## Initiatoren
Zu den Initiatoren des Aktionstages gehören der Verein Deutscher Ingenieure (VDI), der DVS – Deutscher Verband für Schweißen und verwandte Verfahren, der Verband der Elektrotechnik, Elektronik und Informationstechnik (VDE), der Deutsche Verband Technisch-Wissenschaftlicher Vereine (DVT), das Kompetenzzentrum Technik-Diversity-Chancengleichheit, die Industrie- und Handelskammer zu Düsseldorf für den Deutschen Industrie- und Handelskammertag (DIHK), Wissenschaft im Dialog (WiD), die Handwerkskammer Düsseldorf (HWK), die Fraunhofer-Gesellschaft und die Fachhochschule Düsseldorf.
Der Tag der Technik hat sich zu einem festen Termin entwickelt und fand am 14. und 15. Juni 2013 zum zehnten Mal statt.